# Wilma Salgado
Wilma Josefina Salgado Tamayo (sinh ngày 20 tháng 10 năm 1952) là một chính trị gia và nhà kinh tế người Ecuador.

## Tiểu sử
Wilma Salgado sinh ngày 20 tháng 10 năm 1952 tại Quito, thủ đô của Ecuador. Cô có bằng cử nhân tại Đại học Pontificia Đại học Católica del Ecuador, bằng thạc sĩ tại Đại học Pantheon-Sorbonne ở Paris, và cuối cùng là Tiến sĩ tại Đại học Tự trị Quốc gia Mexico. Khi trở về Ecuador, Salgado được thuê để làm việc tại Ngân hàng Trung ương Ecuador với tư cách là giám đốc dự báo kinh tế, và vào năm 1991 sẽ làm cố vấn kinh tế cho Chủ tịch Quốc hội Ecuador. Cô cũng sẽ làm việc như một giáo sư kinh tế tại Andina Simón Bolívar University  và là cố vấn cho Bộ trưởng Bộ Tài chính.
Vào tháng 3 năm 2003, Salgado được Tổng thống Lucio Gutiérrez bổ nhiệm làm Giám đốc Cơ quan Bảo lãnh Tiền gửi (AGD). Với tư cách là Giám đốc của AGD, bà đã ra lệnh thu giữ hàng hóa từ hàng chục công ty và cá nhân nợ tiền ngân hàng bị phá sản trong cuộc khủng hoảng tài chính năm 1999, một trong số đó là cựu Chủ tịch Quốc hội Juan José Pons, người đã có một ngôi nhà bị tịch thu. Pons đã đệ đơn kiện Salgado, cáo buộc cô đã làm sai lệch tiến trình công lý, nhưng Salgado đã được tha bổng cho các cáo buộc.

## Trích dẫn
1. ↑  "Posesionada Wilma Salgado como ministra de Economía". Ecuador Inmediato (bằng tiếng Tây Ban Nha). ngày 8 tháng 7 năm 2008. Bản gốc lưu trữ ngày 29 tháng 12 năm 2016. Truy cập ngày 29 tháng 11 năm 2016.
2. ↑  "Salgado: González hizo bien su trabajo". El Universo (bằng tiếng Tây Ban Nha). ngày 27 tháng 1 năm 2008. Bản gốc lưu trữ ngày 28 tháng 12 năm 2016. Truy cập ngày 29 tháng 12 năm 2016.
3. ↑  "23 empresas incautadas buscan arreglo con Wilma Salgado". El Universo (bằng tiếng Tây Ban Nha). ngày 21 tháng 6 năm 2003. Bản gốc lưu trữ ngày 29 tháng 12 năm 2016. Truy cập ngày 29 tháng 12 năm 2016.
4. ↑  "Inconvenientes para tomar empresas en Guayaquil". El Universo (bằng tiếng Tây Ban Nha). ngày 17 tháng 6 năm 2003. Bản gốc lưu trữ ngày 29 tháng 12 năm 2016. Truy cập ngày 29 tháng 12 năm 2016.
5. ↑  "Juez 3º de lo Penal exculpó a Salgado". El Universo (bằng tiếng Tây Ban Nha). ngày 22 tháng 1 năm 2005. Bản gốc lưu trữ ngày 29 tháng 12 năm 2016. Truy cập ngày 29 tháng 12 năm 2016.